# 1. FC Neukölln
Maillots
Le 1. FC Neukölln est un club allemand localisé, dans le quartier de Neukölln, dans l'arrondissement du même nom à Berlin.

## Localisation

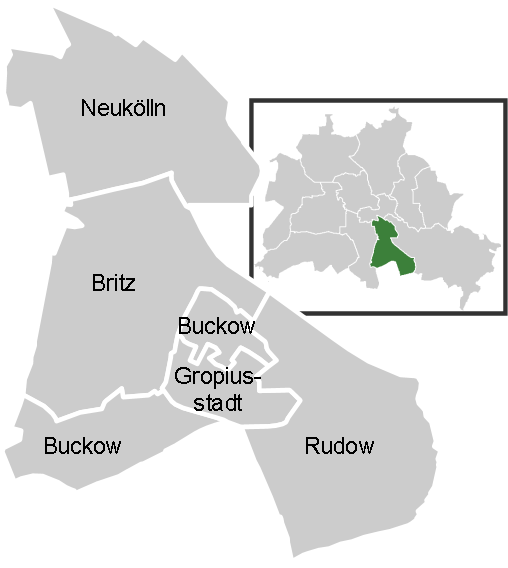
localisation de l'arrondissement de Neukölln
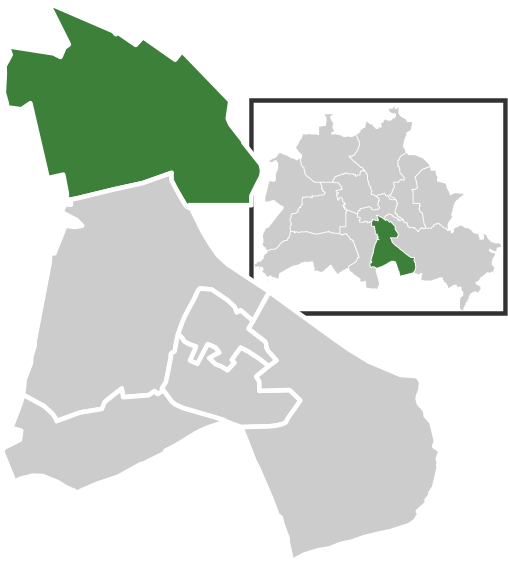
quartiers de l'arrondissement de Neukölln

## Histoire
Le club fut fondé le 15 juin 1895 sous la dénomination de Rixdorfer FC Normannia 1895.
En 1912, le club fut renommé Neuköllner FC Fortuna 1895.
Le 23 septembre 1923, le cercle fusionna avec le Rixdorfer FC Fortuna 1907 pour former le 1. FC Neukölln.
Durant les années 1920, la section football du cercle connut de belles saisons. En 1925, il disputa la finale de la Berliner Pokal, mais s’inclina contre le SV Norden-Nordwest. Ensuite, le 1. FC Neukölln monta dans au 2e niveau de la zone Berlin-Brandebourg. Il en fut relégué en 1932.
Par la suite, le club ne fut jamais en mesure d’accéder à la Gauliga Berlin-Brandenbourg, une des seize ligues créées en 1933 sur ordre des Nazis dès leur arrivée au pouvoir.
En 1945, le club fut dissous par les Alliés, comme tous les clubs et associations allemands. (voir Directive n°23). Il fut reconstitué sous le nom de Sportgruppe (SG) Rixdorf. Lors de la saison 1945-1946, il participa à la Berliner Stadtliga en compagnie de 35 autres sportgruppen. Le SG Rixdorf termina 5e du groupe C remporté par le SG Staaken. En 1947, le SG Rixdorf joua dans le Groupe A de l’Amateurliga Berlin (niveau 2). Il en termina dernier. La saison suivante, il se classa 5e de la Amateurliga Berlin, Südwestkreis Groupe A. Il fut alors relégué au niveau 3. En 1949, il reprit son appellation de 1. FC Neukölln.
Au terme de la saison 1952-1953, il remonta en Amateurliga Berlin. Il en fut relégué en 1958 et y revint en vue de la saison 1963-1964. À ce moment, la ligue était devenue de niveau 3 à la suite de la création de la Bundesliga et des Regionalligen.
En 1965, le 1. FC Neukölln fut champion de l’Amateurliga Berlin et accéda, en compagnie de ses cinq suivants, en Regionalliga Berlin.
Le club joua neuf saisons consécutives au niveau 2. Il décrocha la 6e place en 1969 comme meilleur résultat.
Lors de la création de la 2. Bundesliga en 1974, le 1. FC Neukölln ne fut pas retenu pour la nouvelle ligue et glissa au 3e rang (Oberliga Berlin). Dernier de cette ligue en 1976, il retomba au niveau 4 (Landesliga) puis remonta trois saisons plus tard.
En fin d’exercice 1986-1987, le 1. FC N redescendit au 4e étage de la pyramide du football allemand.
Par la suite, le club vit ses rivaux locaux (Neuköllner SC Marathon 02, Neuköllner Sportfreunde, SC Tasmania 73 Neukölln ou le VfB Neukölln) le dépasser et s’installer dans des ligues supérieures à la sienne.
Après la Chute du Mur de Berlin, les séries berlinoises subirent un sérieux lifting. La plus haute ligue berlinoise, la Landesliga Berlin située alors au 4e rang sous la Bundesliga, la 2. Bundesliga et l’Oberliga Berlin fut partagée en deux séries (Ouest et Est) en vue de la saison 1991-1992.
Le 1. FC Neukölln fut repris dans le Groupe 1 de cette Landesliga et termina 8e. Cela signifia que pour la saison suivante, le club n’entra pas en ligne de compte pour rester au niveau 4 qui reçut le nom de Verbandsliga Berlin. Le club resta en Landesliga Berlin qui devint le niveau 5 et fut encore partagée en deux séries.
Le 1. FC Neukölln resta plusieurs saisons dans cette ligue qui en 1994 devint le niveau 6 en raison de la création des Regionalligen au 3e étage de la pyramide du football allemand.
En 1999, le club remporta le titre de la Landesliga, groupe 1 et accéda à la Verbandsliga (niveau 5). Sauvé de justesse en 2000, le cercle fut dernier en 2001 et redescendit. Par la suite, le club chuta dans la hiérarchie.
En 2010-2011, le 1. FC Neukölln évolue en Kreisliga A, soit le 9e niveau de la hiérarchie de la DFB.

## Palmarès
- Champion de l’Amateurliga Berlin: 1965.
- Champion de la Landesliga Berlin: 1999.